# Otting
Otting es un municipio situado en el distrito de Danubio-Ries en Baviera (Alemania).